# Halina Abramczyková
Halina Abramczyková (* 23. srpna 1951 Zduńska Wola) je polská fyzička a chemička, specialistka na molekulární spektroskopii a profesorka laserové spektroskopie, zaměstnaná na Technické univerzitě v Lodži.

## Život a kariéra
Studovala v letech 1969–1974 na Univerzitě v Lodži, kde získala magisterský titul ve fyzice a doktorát v roce 1982 na Technické univerzitě v Lodži za práci „Molekulární dynamika ve dvousložkových roztocích obsahujících benzen“ (školitel prof. Władyslaw Reimschüssel). Po získání doktorátu z chemie pokračovala ve vědeckém výzkumu v Ústavu aplikované radiační chemie Technické univerzity v Lodži. V letech 1985–1986 působila jako postdoktorandka na Bielefeldské univerzitě v Německu. V roce 1989 se habilitovala na Technické univerzitě v Lodži prací „Mechanismy vibrační relaxace v komplexech vázaných H a v konformačně mobilních molekulách v kapalných roztocích.“
Od roku 1982 je odbornou asistentkou Technické univerzity v Lodži, od roku 1994 profesorkou Technické univerzity v Lodži, mimořádnou profesorkou od roku 1999, řádnou profesorkou od roku 2004. Zakladatelkou a ředitelkou Laboratoře laserové molekulární spektroskopie je od roku 1992. Profesorkou a vedoucí katedry Marie Curie v Berlíně na Institutu Maxe Borna byla v letech 2007–2009. V roce 2009 organizovala European Virtual University on Lasers.
Provádí výzkum diagnostických metod k detekci časných rakovinných změn pomocí Ramanovy spektroskopie, Ramanova molekulárního zobrazování a femtosekundové laserové spektroskopie.
Byla hostující profesorkou na Consejo Superior de Investigaciones Cientificas, Madrid, Španělsko (1989), Univerzitě Martina Luthera, Halle-Wittenberg, Německo (1992), University of Arizona, Tucson, USA (2002–2003), Institut Maxe Borna, Berlín, Německo (2007–2009), Univerzita Kenya – Nairobi (2009). Od roku 1992 je členkou redakční rady Journal of Molecular Liquids. Od roku 1992 je členkou představenstva European Molecular Liquids Group. Členkou vědeckých výborů mnoha mezinárodních konferencí. Pořádala mnoho plenárních a pozvaných přednášek v Polsku i v zahraničí. Je absolventkou Fulbrightova programu a od roku 2013 je předsedkyní Polské asociace absolventů Fulbrightova programu. Je autorkou nebo spoluautorkou mnoha prací v oblasti molekulární spektroskopie, laserové spektroskopie a biomedicínské diagnostiky.

## Dílo (výběr)

### Odborné publikace
- (2017) Phthalocyanines: From Dyes to Photosensitizers in Diagnostics and Treatment of Cancer. Spectroscopy and Raman Imaging Studies of Phthalocyanines in Human Breast Tissues
- (2017) Spektroskopia i obrazowanie Ramana, rozdział w książce Laryngologia Onkologiczna
- (2015) Antitumor Activity of Dietary Carotenoids, and Prospects for Applications in Therapy: Carotenoids and Cancer by Raman Imaging Carotenoids
- (2005) Introduction to Laser Spectroscopy
- (2005) Laser technologies in medical diagnostics, material engineering, and telecommunication
- (2004) Photoinduced Redox Processes in Phthalocyanine Derivatives by Resonance Raman Spectroscopy and Time Resolved Techniques
- (2000) Wstęp do spektroskopii laserowej
- (2000) Phase transition and vibrational dynamics by Raman spectroscopy
- (2000) Badanie mechanizmów relaksacji wibracyjnej oraz wpływu rozpuszczalnika na drogę reakcji metodą spektroskopii IR i Ramana
- (1992) The influence of relaxation processes in matrices on the spectroscopic properties of the solvated electron

### Autobiografické pulikace
- (2014) Czy Afryka zaśpiewa o mnie pieśń?
- (2005) Podróż przez życie